# Leucopis cinerella
Leucopis cinerella är en tvåvingeart som beskrevs av Zetterstedt 1848. Leucopis cinerella ingår i släktet Leucopis och familjen markflugor. Arten är reproducerande i Sverige. Inga underarter finns listade i Catalogue of Life.